# Hugo Grove Vallejo
Hugo Grove Vallejo (Copiapó, 14 de agosto de 1890 - Viña del Mar, 8 de diciembre de 1966) fue un médico cirujano y político socialista chileno. Se desempeñó como senador de la República durante dos periodos legislativos consecutivos, entre 1933 y 1945. Asimismo, ejerció como ministro de Estado —en la cartera de Tierras y Colonización— en el gobierno del presidente radical Gabriel González Videla.

## Familia y estudios
Nació en Copiapó, el 14 de agosto de 1890; hijo de José Marmaduke Grove Ávalos y Ana Vallejo Burgoa. Era hermano de Marmaduke Grove, militar revolucionario y fundador del Partido Socialista de Chile (PS) en 1933. Realizó sus estudios primarios y secundarios en el Liceo de Copiapó, continuando los superiores en la Universidad de Chile, donde cursó estudios de medicina, titulándose de médico cirujano en 1916. Su tesis denominada Contribución al estudio del rol de la colesterina en la litiasis biliar, se publicó como libro en Santiago.
Se especializó en medicina general y ginecología. Realizó investigaciones sobre el tratamiento del cáncer y fue autor de una obra sobre el tema.
Se casó en Valparaíso, el 10 de enero de 1920, con Emilie Laura Fontaine Purdon, con quien tuvo dos hijos.

## Carrera profesional
Ejerció su profesión en Valparaíso, siendo director del Hospital San Agustín en 1928, jefe de la sección Cirugía General del Hospital Carlos Van Buren, y jefe de la 4ª Zona Hospitalaria del Hospital Británico.
Entre otras actividades, fue miembro del American College of Surgeon; del Colegio Internacional de Cirujanos de Ginebra; de la Sociedad Médica y Sindicato de Valparaíso. Asimismo, fue miembro de la Sociedad Cooperativa La República, Banco de Empleados; siendo su presidente, miembro de la Junta Central de Beneficencia y Asistencia Social, socio del Club de Viña del Mar, y director del Boletín Médico de Chile desde 1925.

## Carrera política
En 1932, se hizo militante de la Nueva Acción Pública, el cual se transformó en el Partido Socialista, desde 1933.
En las elecciones parlamentarias de 1932, fue elegido como senador por la Tercera Agrupación Provincial (Aconcagua), por el periodo legislativo 1933-1937. Durante su gestión fue senador reemplazante en la Comisión Permanente de Trabajo y Previsión Social e integró la Comisión Permanente de Higiene y Asistencia Pública. De forma paralela, fue delegado del gobierno de Chile ante la Junta Local de Beneficencia en 1934.
En las elecciones parlamentarias de 1937, obtuvo la reelección senatorial por la misma Tercera Agrupación Provincial (compuesta ahora por Aconcagua y Valparaíso), por el periodo 1937-1945. En esa oportunidad continuó como senador reemplazante en la Comisión Permanente de Trabajo y Previsión Social y continuó también en la Comisión Permanente de Higiene, Salubridad y Asistencia Pública.
En 1943 abandonó en PS, y se incorporó al Partido Socialista Auténtico, el cual se disolvió en 1949.
En las postrimerías del gobierno del presidente Gabriel González Videla, fue nombrado como ministro de Tierras y Colonización, ejerciendo el cargo entre el 11 de marzo y el 29 de julio de 1952.
Falleció en Viña del Mar, el 8 de diciembre de 1966.